# Mônica Januzzi
Mônica Januzzi foi uma modelo brasileira do Paraná que em 1982 tornar-se-ia Miss Brasil Mundo.